# Spina di Gualdo
Pour les articles homonymes, voir Spina (homonymie).
La Spina di Gualdo est une montagne qui s'élève à 1 381 m d'altitude dans les monts Sibyllins en Italie.